# الصور (ولاية مستغانم)
الصور إحدى بلديات دائرة عين تادلس التابعة لولاية مستغانم الجزائرية. وتقع شرق مقر ولاية مستغانم تمتد ما بين سلسلة جبال الظهرة يحدها
من الشمال بلدية سيدي علي ومن الغرب بلدية عين تادلس وبلدية سيدي بلعطار ومن الشرق بلدية وادي الخير ومن الجنوب بلدية المنصورة.
وتتربع على مساحة قدرها .96.08 كم2 وتشمل البلدية على 18 دوار : أولاد بوراس-الحشاشطة -مناندة—حشاشطة عمور - شرقية - عجيسة - أولاد حمدان - بلمختار - كساسرة 1 -كساسرة 2 -أولاد عامر - بوقنون - قرعوشة--- شايب الدراع-الدهاديف - غزيلات - الحدايدية - سيدي مفتاح - ا
تتميز بلدية السور بالطابع الفلاحي بالدرجة الأولى حيث تشتهر بزراعة أنواع مختلفة من المحاصيل الزراعية مثل الخضروات- الحوامض- الحبوب - الزيتون....
تعدّ بلدية السور منطقة تاريخية حيث تتوفر على آثار تاريخية منها الجدار الروماني والمغارة تشتهر بالمياه العذبة والحدائق الغناء.
يوجد بالبلدية 16 مدرسة ابتدائية ومتوسطتين وثانوية واحدة. شهدت البلدية حركة عمرانية وتنموية واسعة ازداد فيها النشاط السكاني والتجاري والاقتصادي بعد تنفيذ مختلف البرامج التنموية.